# سعیدکلا
سعیدکلا، روستایی از توابع بخش رودبست شهرستان بابلسر در استان مازندران ایران است.

## جمعیت
این روستا در دهستان پازوار قرار داشته و براساس آخرین سرشماری مرکز آمار ایران که در سال ۱۳۸۵ صورت گرفته، جمعیت آن ۶۰۹نفر (۱۵۸خانوار) بوده‌است.